# Hevzi Nuhiu
Hevzi Nuhiu nació el 24 de febrero de 1956 en Carevajkë de Preshevės, en las montañas de Karadakut es un escultor albanés.

## Datos biográficos
En sus primeros años Hevzi Nuhiu asiste a la escuela primaria en su ciudad natal (Carevajkë)
Pasa a cursar la escuela secundaria en Preshevės y terminó sus estudios en el idioma albanés y la Literatura de la Academia de Skopie.
Desde 1983 vive y trabaja en San Dometrio Corone (Shën Mitër Korona en albanés), a unos 500 km de la ciudad de Kozencës, la provincia donde la presencia de asentamientos albaneses es hoy la más grande de Italia. 
Se adapta al ambiente aunque conserva algunos rituales tradiciones recibidos de sus padres y sigue hablando las lenguas propias de su patria, la  Arberia de Skanderbeg.

## Obras
Hevzi Nuhiu tiene cuatro vías de realización: las esculturas, los relieves, las pinturas y los dibujos.
Sus esculturas reproducen figuras humanas contorsionadas, alejadas cada vez más de la representación natural del cuerpo humano, se transforman en formas orgánicas independientes.
Trabaja las maderas, la piedra y los modelados en yeso. La obra escultórica parte del bloque de material, para a través de un trabajo de desbastado próximo a la labor artesanal, hacer emerger las figuras humanas atrapadas en la materia. Prima el bloque frente a lo representado.
Son sus relieves muy coloristas, funcionando visualmente como cuadros. Es en estas pinturas en relieve donde Hevzi Nuhiu expone su mayor potencial.  Muestra un acabado más abstracto, con un tratamiento plano del color que vibra por la textura de la talla . el color queda delimitado y sujeto por los contornos de las figuras humanoides tallados en bajorrelieve. Estos contornos son los mismos que están presentes en sus obras de bulto redondo.
En algunos de sus relieves da cabida a figuras religiosas.
El conjunto de su obra atiende a un aspecto cercano al Naïf, pero también al grafismo de las postvanguardias (Fernand Leger) y las grafías de Keith Haring.